# Octonoba grandiprojecta
Octonoba grandiprojecta är en spindelart som beskrevs av Yoshida 1981. Octonoba grandiprojecta ingår i släktet Octonoba och familjen krusnätsspindlar. Inga underarter finns listade i Catalogue of Life.